# Bribri (ciudad)
Bribri es una ciudad localizada al sureste de Costa Rica; es el centro administrativo del distrito de Bratsi y del cantón de Talamanca, en la provincia de Limón.

## Geografía

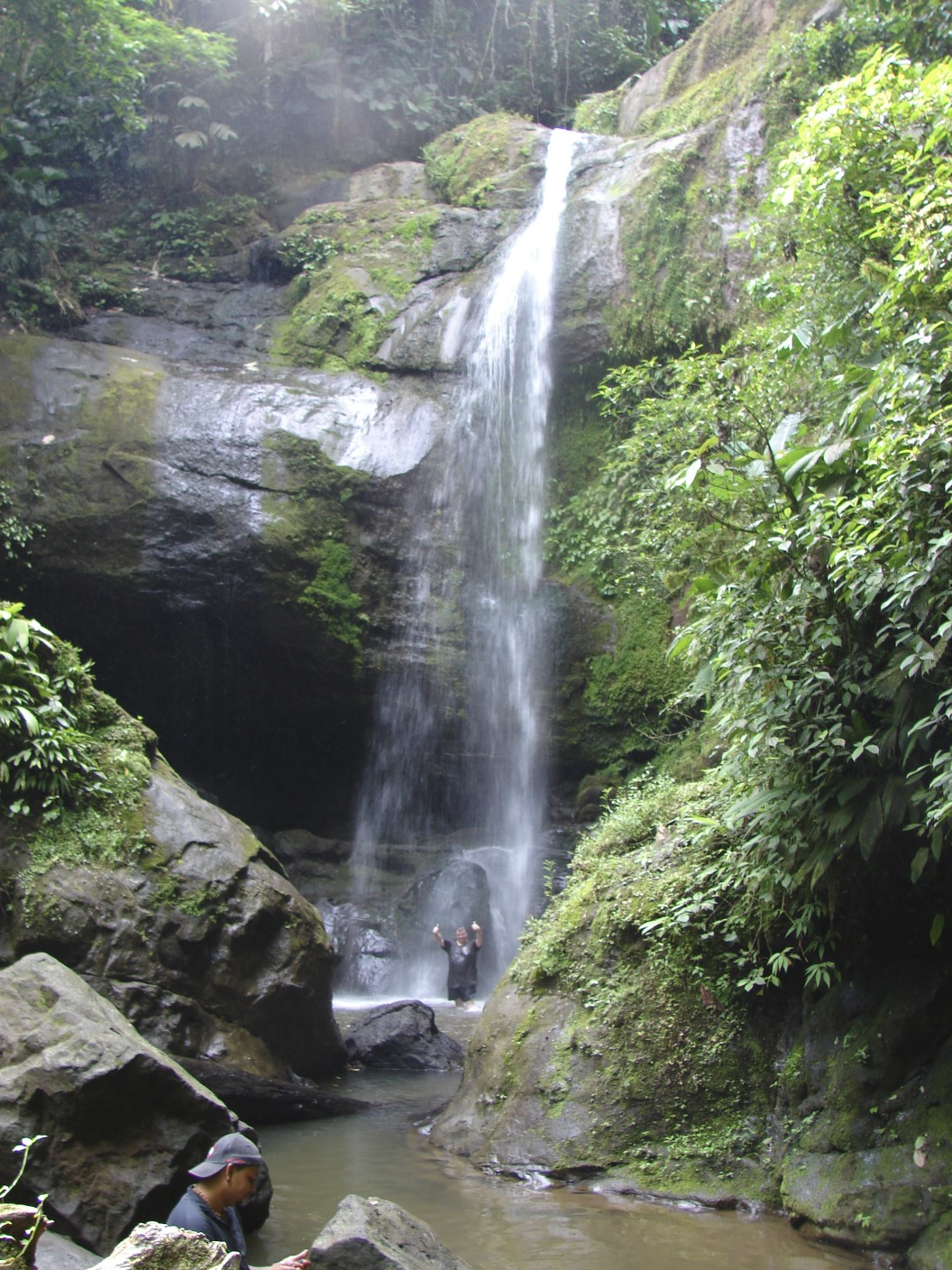
Cascada de Volio, localizada cerca a Bribri

Bribri está ubicada a una altitud de 32 m s. n. m. y a una distancia de 61 km al sur de la ciudad de Limón. El poblado ocupa una llanura aluvial y su clima es tropical lluvioso a lo largo de todo el año. 
Bribri se asienta a aproximadamente a un kilómetro al norte del río Sixaola en la frontera entre Costa Rica y Panamá, a los pies de la cordillera de Talamanca, pero no existe un cruce fronterizo oficial cerca de la ciudad.

## Demografía
El distrito de Bratsi tiene una población estimada de 7318 habitantes (2011), siendo uno de los más densamente poblados de la zona sur de la provincia, con 40,83 hab/km².
La ciudad recibe su nombre del grupo indígena Bribri, asentado en las cercanías. A pesar de ello, algunos miembros de esta comunidad indígena también residen en la ciudad.
En términos generales, la localidad refleja el limitado desarrollo socioeconómico característico de la región. Bribri es una comunidad pequeña, compuesta por algunos negocios y servicios básicos: el edificio municipal, una agencia de la Guardia Rural, el plantel de Obras Públicas y un reducido número de viviendas.